# Саборна црква у Зајечару
Саборна црква Рођења Пресвете Богородице у Зајечару је главни и највећи православни храм у Зајечару, смештен уз седиште владичански двор Тимочке епархије Српске православне цркве. Саборна црква у Зајечару је средишња црква епархије и представља непокретно културно добро као споменик културе.

## Историјат
До 1830. године у Зајечару није постојао никакав православни храм, да би исте године, уз дозволу турског старешине Ферад-аге, била подигнута црквица, најнужније опремљена за службу Божију. Обилазећи Зајечар у лето 1833. године, кнез Милош је запазио да је у овом крају верски живот „запуштен“, те је, ценећи значај и улогу Цркве у овим крајевима, одлучио да се оснује нова, тимочка епархија и да се у Зајечару подигне нова престона црква.
Градња цркве Рождества Пресвете Богородице почела је у пролеће 1834. године, уз свесрдну подршку кнеза Милоша, који је телима власти наредио да обезбеде све услове за хитну градњу цркве (људе, материјал и остало). Октобра 1834. године градња је била завршена, а њено освећење обављено 23. децембра 1834. године. У потоњим временима црква је више пута оправљана и дограђивана.
Одвојено од цркве, одмах поред ње, изграђен је висок звоник. На њему је пет звона, изливених у Крагујевцу 1899. године Четири звона су поклон града Зајечара, а једно зајечарског трговца Јоте Пашића.
Старешина храма је протојереј Зоран Голубовић. Поред њега свештенство храма тренутно чине протојереј мр Игор Ивковић, архијерејски намесник зајечарски, протојереј Томислав Станковић, протонамесник Марко Радосављевић, протонамесник Марко Пајчин, протонамесник Драган Блинџов и ђакон Урош Памучар. Као сабрат храма води се и војни свештеник јереј Срђан Васиљковић.

## Извор
- Град Зајечар - о саборној цркви